# Napaeus severus
Napaeus severus is een slakkensoort uit de familie van de Enidae. De wetenschappelijke naam van de soort is voor het eerst geldig gepubliceerd in 1898 door J. Mabille.